# Puts
puts はC言語の標準Cライブラリにおける標準入出力ヘッダー（<stdio.h>）にて宣言されている関数で、文字列を標準出力へ出力し、改行を次いで表示させる。

## 形式
puts は以下のような形式で stdio.h にて宣言されている。
```
#include
 
<stdio.h>

int
 
puts
(
const
 
char
 
*
s
);

```

stdoutが指すストリームにsが指す文字列を書き込み、出力の最後に改行を追加する。終端の\0は表示させない。
書き込みが失敗した場合はEOF (End Of File) を返す。成功した場合は非負の値を返す。
printfに比べると柔軟な出力の記述はできないが、引数には文字列リテラル以外に変数を直接指定することも可能である（書式文字列攻撃の脆弱性を持たない）。デバッグ中に変数の内容を知りたいときや、複数行に渡るメッセージを表示させる際に手軽に用いることができる。